# خوان فرانسیسکو راگو
خوان فرانسیسکو راگو (انگلیسی: Juan Francisco Rago؛ زادهٔ ۳۱ اکتبر ۱۹۸۸) بازیکن فوتبال اهل آرژانتین است.